# Adam Leszkiewicz
Adam Leszkiewicz (ur. 4 sierpnia 1969 w Krakowie) – polski menedżer, urzędnik państwowy i samorządowy, w latach 2007–2009 podsekretarz stanu w Kancelarii Prezesa Rady Ministrów, w latach 2009–2011 podsekretarz stanu w Ministerstwie Skarbu Państwa, w latach 2012–2016 prezes zarządu Grupy Azoty ZAK, w latach 2024–2025 prezes zarządu Grupy Azoty, od 2025 prezes Polskiej Grupy Zbrojeniowej.

## Życiorys
Absolwent Uniwersytetu Papieskiego Jana Pawła II i Uniwersytetu Ekonomicznego w Krakowie. Został doktorantem Jerzego Hausnera.
Od 1995 do stycznia 1998 pracował jako dziennikarz radiowy. W 1998 pełnił funkcję dyrektora gabinetu i rzecznika wojewody tarnowskiego. W latach 1999–2002 zajmował stanowisko zastępcy dyrektora kancelarii marszałka małopolskiego, następnie do 2006 był dyrektorem Urzędu Marszałkowskiego. Od stycznia do listopada 2007 pełnił funkcję sekretarza m.st. Warszawy.
Od listopada 2007 do kwietnia 2009 był podsekretarzem stanu w Kancelarii Prezesa Rady Ministrów i zastępcą szefa KPRM. 2 kwietnia 2009 został powołany przez prezesa Rady Ministrów na przewodniczącego Rady Służby Cywilnej. W tym samym miesiącu został podsekretarzem stanu w Ministerstwie Skarbu Państwa. W zakresie jego kompetencji znajdowały się zagadnienia związane z prywatyzacją branżową, gospodarowaniem mieniem oraz nadzorem właścicielskim m.in. nad branżą chemiczną. W grudniu 2011 został odwołany z tego stanowiska.
W lutym 2012 objął funkcję członka zarządu i dyrektora generalnego przedsiębiorstwa ZAK, we wrześniu tego samego roku został powołany na stanowisko prezesa zarządu i dyrektora generalnego Grupy Azoty ZAK. Odwołano go z tej funkcji 6 kwietnia 2016.
Został również przewodniczącym rady Polskiej Izby Przemysłu Chemicznego, członkiem rady Pracodawców RP i przewodniczącym Platformy Chemicznej, a także wiceprezydentem ds. przemysłu Izby Przemysłowo-Handlowej w Krakowie. Członek oddziału SITPChem w Kędzierzynie-Koźlu. W 2015 został powołany przez ministra gospodarki do rady naukowej Instytutu Ciężkiej Syntezy Organicznej „Blachownia”.
W latach 2017–2022 był członkiem zarządu spółki STEAG Energo Mineral. W marcu 2024 objął stanowisko prezesa zarządu Grupy Azoty; zrezygnował z pełnienia tej funkcji w maju 2025 w związku z powołaniem na stanowisko prezesa Polskiej Grupy Zbrojeniowej. Objął w tym samym miesiącu również funkcję przewodniczącego rady nadzorczej Grupy Azoty.